# أوبر بان (دائرة انتخابية في المملكة المتحدة)
أوبر بان (بالإنجليزية: Upper Bann)‏ هي إحدى الدوائر الانتخابية في المملكة المتحدة الممثلة في مجلس العموم في برلمان المملكة المتحدة.
عضو البرلمان الذي يمثلها حالياً هو :David Simpson (DU).